# 方逵
方逵（1427年—？），字景由，福建興化府莆田縣人，軍籍，明朝政治人物。進士出身。

## 生平
福建鄉試第六十四名。景泰五年（1454年）甲戌科會試第二百二十六名，殿試登進士第三甲第二十名。成化十年至十三任宝庆府知府。

## 家族
曾祖父方回。祖父方復。父亲方智。